# جائزة عوشة بنت خليفة
جائزة عوشة بنت خليفة السويدي جائزة إماراتية للشعر النبطي. أطلقت في 2019 بالتزامن مع احتفالات الإمارات بيوم المرأة العالمي، تكريمًا للشاعرة الإماراتية الملقبة بـ(فتاة العرب)، والتي تعتبر إحدى أهم القامات الشعرية في الإمارات العربية المتحدة. تهتم الجائزة بإبراز الشعر النبطي في منطقة الخليج العربي. تشرف عليها وزارة الثقافة وتنمية المعرفة الإماراتية، وهي من تأسيس ورعاية خلف أحمد الحبتور. تبلغ قيمة الجائزة 300 ألف درهم إماراتي، ولها 4 فروع، الأول لتكريم شخصية خليجية عامة ذات مساهمات أدبية، والثاني لأفضل مجاراة قصائد عوشة، وفرع ثالث لأفضل إلقاء لإحدى قصائدها، والرابع لأفضل دراسة أدبية تقدم في شعرها.